# Dana Ward
Dana Ward (San José, California, 23 de agosto de 1949) es un politólogo estadounidense, profesor emérito de estudios políticos en Pitzer College.

## Biografía
Dana Ward recibió su licenciatura de la Universidad de California, Berkeley, una maestría en ciencias políticas de la Universidad de Chicago y un doble doctorado en ciencias políticas y psicología de la Universidad de Yale.
Es profesor emérito de estudios políticos en Pitzer College donde fundó y mantiene los Anarchy Archives —una biblioteca virtual creada en 1995 sobre la historia y teoría del anarquismo del siglo XIX e inicios del XX— y donde enseñó desde 1982 hasta 2012.
Fue Director Ejecutivo de la Sociedad Internacional de Psicología Política desde julio de 1998 hasta el otoño de 2004.
Ward también trabajó en la facultad de Psicología de la Universidad de Graduados de Claremont, enseñó en la Universidad de St. Joseph durante el otoño de 1981 hasta la primavera de 1982, en la Universidad de Ankara en 1986 con una beca Fulbright, en el Centro de Estudios Chinos y Americanos de la Universidad Johns Hopkins-Nanjing, desde el otoño de 1990 hasta la primavera de 1992, y en Miyazaki International College, Miyazaki, Japón, desde enero de 1995 hasta enero de 1997.

## Publicaciones
- "Political reasoning and cognition: a Piagetian view," Rosenberg, Ward and Chilton (1988). Political Reasoning and Cognition. Durham: Duke University Press. ISBN 0-8223-0856-8.
- Review of "Emma Goldman: An Exceedingly Dangerous Woman," Mel Bucklin, Director, American Historical Review, octubre de 2004, pp. 1248–49.
- "Occupy, Resist, and Produce: Workers Take Control in Argentina", Divergences  Vol. 1, 4 (noviembre de 2006)
- "Herbert Read's Aesthetic Politics: Art and Anarchy," en Paraskos, ed., Michael (2007). Re-Reading Read: New Views of Herbert Read. London: Freedom Press.
- "Alchemy in Clarens: Kropotkin and Reclus, 1877-1881." en New Perspectives on Anarchism. eds., Nathan Jun and Shane Wahl, Lexington Books, 2010.
- "Anarchist Culture on the Cusp of the 20th Century", en Without Borders or Limits: An Interdisciplinary Approach to Anarchist Studies. Edited by Jorell A. Meleéndez Badillo and Nathan J. Jun. Newcastle upon Tyne: Cambridge Scholars Publishing, 2013, pp. 107–122